# 聚丰园 (美国)
聚丰园餐厅（英文：Panda Inn）是一家位于美国加利福尼亚州的连锁中餐厅，由熊猫餐饮集团全资拥有和经营。   
该公司最初的目标是将中国菜的新品种，如京菜和川菜，带到传统上偏爱中国粤菜的美国南加州。 
第一家聚丰园餐厅由程正昌和他的父亲程明才 创立（他们都曾居住在中国江苏省扬州地区）。聚丰园的首店于 1973 年 6 月 8 日在美国加利福尼亚州帕萨迪纳开业。 程明才去世后不久，聚丰园又于1982 年在格伦代尔开设了第二家分店。 
1982 年，格伦代尔聚丰园餐厅开业几个月后， 程氏夫妇受格伦代尔商业街廊开发商邀请，在商场内开设了快餐版的聚丰园。后被正式称呼为 “熊猫快餐” ，于 1983 年 10 月在 Galleria 商场内开业。
奥兰治县第一家聚丰园餐厅 (Panda Inn) 于 1990 年在拉帕尔马(La Palma)开业，是该聚丰园餐厅的第六家店。圣地亚哥的聚丰园餐厅于 1985 年在霍顿广场开业 ，但于 2017 年 1 月关闭

## 进一步阅读
- . Nation's Restaurant News. August 1, 2005. Authors list列表中的|first1=缺少|last1= (帮助)